# Acklandia
Acklandia är ett släkte av tvåvingar. Acklandia ingår i familjen blomsterflugor.
Kladogram enligt Catalogue of Life:
| Acklandia | \| \| Acklandia aculeata \| \| \| \| \| \| Acklandia aculeatoides \| \| \| \| \| \| Acklandia curvata \| \| \| \| \| \| Acklandia koreacola \| \| \| \| \| \| Acklandia servadeli \| \| \| \| \| \| Acklandia subgrisea \| \| \| \| |
|           | \| \| Acklandia aculeata \| \| \| \| \| \| Acklandia aculeatoides \| \| \| \| \| \| Acklandia curvata \| \| \| \| \| \| Acklandia koreacola \| \| \| \| \| \| Acklandia servadeli \| \| \| \| \| \| Acklandia subgrisea \| \| \| \| |
|           | Acklandia aculeata |
|           | |
|           | Acklandia aculeatoides |
|           | |
|           | Acklandia curvata |
|           | |
|           | Acklandia koreacola |
|           | |
|           | Acklandia servadeli |
|           | |
|           | Acklandia subgrisea |
|           | |